# Anoplodactylus pectinus
Anoplodactylus pectinus är en havsspindelart som beskrevs av Hedgpeth, J.W. 1948. Anoplodactylus pectinus ingår i släktet Anoplodactylus och familjen Phoxichilidiidae. Inga underarter finns listade i Catalogue of Life.